# Johannes Kaempf
Johannes Kaempf, född 18 februari 1842 i Neuruppin, död 25 maj 1918 i Berlin, var en tysk politiker.
Kaempg var 1871-99 direktör för Darmstädter Bank i Berlin, innehade flera förtroendeposter inom tyska köpmansorganisationer, var framstående kommunalman i Berlin och från 1903 till sin död ledamot av tyska riksdagen, där han kom att tillhöra Fortschrittliche Volkspartei. Han blev 1907 vicepresident i riksdagen och var dess president sedan 1912. Som sådan höll han under första världskriget flera gånger nationellt samlande anföranden.